# Wulfila pallidus
Wulfila pallidus là một loài nhện trong họ Anyphaenidae.
Loài này thuộc chi Wulfila. Wulfila pallidus được Octavius Pickard-Cambridge miêu tả năm 1895.